# 官僚国家日本を変える元官僚の会
官僚国家日本を変える元官僚の会（かんりょうこっかにほんをかえるもとかんりょうのかい）とは、日本の任意団体。通称は脱藩官僚の会（だっぱんかんりょうのかい）。

## 概要
8人の元官僚が発起人となって2008年6月19日に設立。
会員の資格である「脱藩官僚」を「官庁から天下りを含めた物心両面において世話になっていない元官僚」と定義している。「官僚の手の内を知り尽くした人間だからこそ、国民のためにできることがある!」として脱藩官僚が中央省庁に遠慮会釈なく発言や行動ができるとする。
官僚のノウハウ（知識・経験等）を国民本位に活用することで、官僚による改革骨抜き（「霞ヶ関文学」等）に警鐘を鳴らす「緊急アピール」及び元官僚としての強みが発揮できる分野における「政策提言」の二本立てを主軸にした活動を目指している。
2008年9月5日に「脱藩官僚、霞ヶ関に宣戦布告!」（朝日新聞出版）を刊行。2008年9月18日に衆議院議員会館で設立総会を開く。
2021年11月現在の活動実態は不明。

## 会員
- 代表幹事 - 江田憲司[4]（通商産業省中途退職・国会議員）
- 副代表幹事 - 寺脇研[4]（文部科学省中途退職・大学教授）
- 幹事長 - 高橋洋一[4]（財務省中途退職・大学教授）
- 幹事 - 上山信一[3]（運輸省中途退職・大学教授）
- 幹事 - 福井秀夫[3]（建設省中途退職・大学教授）
- 幹事 - 木下敏之[3]（農林水産省中途退職・元市長）
- 発起人 - 岸博幸[2]（経済産業省中途退職・大学教授）
- 発起人 - 石川和男[2]（経済産業省中途退職・シンクタンク役員）

2008年9月18日時点で20人が参加し、設立総会には14人が出席した。代表幹事の江田憲司が設立総会直前に複数の入会申込者から辞退申し出があったことを明かしている。